# Luisa Becherucci
Luisa Becherucci (Firenze, 29 maggio 1904 – Firenze, 19 marzo 1988) è stata una storica dell'arte e museologa italiana.

## Biografia
Si laureò con Pietro Toesca, discutendo una tesi sulle sculture del Duomo di Firenze; prese il diploma di perfezionamento a Roma con Adolfo Venturi. Iniziò la sua carriera nel 1933 come funzionaria di Soprintendenza, ispettrice prima a Napoli e poi in Emilia-Romagna, dove collaborò alla mostra del 1938 su Melozzo da Forlì, sotto le direttive di Roberto Longhi, affiancata da Cesare Gnudi e Carlo Ludovico Ragghianti. 
Le sue prime ricerche si rivolsero all'architettura e scultura fiorentina del Quattrocento e poi all'architettura e scultura italiane del Cinquecento. Nel 1939 tornò a Firenze, alla Soprintendenza ai monumenti, dove restò qualche anno dopo la fine della seconda guerra mondiale. In occasione della Mostra del '500 toscano tenutasi a Firenze nel 1940, scrisse una recensione sulla rivista Le arti. Avviò gli studi critici sul manierismo; nel 1943 scrisse un saggio sui disegni del Pontormo e nel 1944  Manieristi Toscanicorreggendone le bozze nei rifugi antiaerei di Palazzo Pitti. 
Nel 1955 proseguì quel filone di studi con un saggio sui disegni di Andrea del Sarto e nel 1958 firmò la voce su “maniera e manieristi” dell'Enciclopedia Universale dell'Arte. Giunta alla Soprintendenza alle Gallerie di Firenze, sviluppò un interesse alla museologia: diresse e riordinò sia il Museo nazionale di San Marco, allestendo nel 1955 la mostra sul Beato Angelico, sia la Galleria dell'Accademia. Infine nel 1957 subentrò a Roberto Salvini nella direzione della Galleria degli Uffizi e assunse la carica di soprintendente nel 1960 che mantenne fino al 1969, anno del suo pensionamento.
Sostenitrice del Progetto Grandi Uffizi, ne vide realizzata una prima tranche nel 1967 con la riapertura della Scala buontalentiana e, sensibile alle problematiche emergenti del turismo di massa, stese insieme a Nello Bemporad un piano architettonico per una migliore fruizione degli spazi museali, che prevedeva il recupero delle stanze del primo piano allora occupate dall'Archivio di Stato. Avviò restauri a capolavori, mostre antologiche, recuperi di opere costrette a forzati depositi. Ma avrebbe anche voluto, in una anticipazione moderna della fruizione museale, offrire un'accoglienza confortevole con sedili appropriati lungo il percorso, possibilmente progettati da designer in esclusiva. Gli Uffizi furono infatti il primo museo italiano ad avere un servizio pubblico di bar, situato al primo piano aggettante su Piazza Signoria.
Fu protagonista di episodi vistosi, quali il volo negli Stati Uniti nel 1963 con Rodolfo Siviero per il recupero delle due tavolette di Antonio del Pollaiolo raffiguranti le Fatiche di Ercole trafugate dai nazisti e portate negli Stati Uniti.
In occasione dell'alluvione di Firenze del 1966 accorse agli Uffizi nella notte tra il 3 e il 4 novembre per mettere in salvo dalle acque dell'Arno capolavori in pericolo e i preziosi originali degli inventari conservati nel mezzanino delle scale. Ne venne fatta una mostra di 43 pezzi dal titolo: Dipinti salvati dalla piena dell'Arno.
Si spense nel 1988 a Firenze. Nella sua casa di via Gioberti sono custoditi documenti e carte, insieme all'archivio di famiglia, una famiglia di imprenditori e commercianti di merce deperibile, attiva fino dalla fine dell'Ottocento nel commercio in tutta Europa. Legatissima alla sua famiglia, ne curò una Storia in un manoscritto autografo.

## Carriera accademica
Divenuta nel 1967 la museologia materia di insegnamento universitario, Luisa Becherucci fu una delle prime docenti a impartirne i fondamenti nell'Università internazionale dell'arte (UIA) e nelle università di Pisa, Firenze e Urbino. Nel 1972 fondò e diresse insieme a Luciano Berti la rivista Museologia del Centro di ricerche dell'UIA. Ancora per un ventennio, insegnò e pubblicò. Fu docente prima alla Syracuse University a Firenze, in seguito all'Università di Pisa e poi presso l'UIA. Le sue lezioni di museologia furono pubblicate postume.

## Nel Soroptimist
Nel 1949 fu tra le fondatrici del Soroptimist International Association, Club Firenze, ricoprendo la carica di vicepresidente dal 1949 al 1950 e quella di presidente dal 1952 al 1955

## Opere
- Luisa Becherucci, La scultura italiana del Cinquecento, Firenze, Novissima enciclopedia monografica illustrata, 1934.
- Luisa Becherucci, L'architettura italiana del Cinquecento, Firenze, Novissima enciclopedia monografica illustrata, 1936.
- Luisa Becherucci (a cura di), Disegni del Pontormo, Bergamo, Istituto italiano d'Arti grafiche, 1943.
- Luisa Becherucci, Manieristi toscani, Bergamo, Istituto italiano d'Arti grafiche, 1944.
- Luisa Becherucci, Andrea Pisano nel Campanile, Forma e colore. 19, 1965.
- Luisa Becherucci e Giulia Brunetti (a cura di), Il Museo dell'Opera del Duomo a Firenze, Firenze, Cassa di risparmio di Firenze, 1969.
- Luisa Becherucci (a cura di), I musei di Santa Croce e di Santo Spirito a Firenze, Milano, Electa, 1983, ISBN 88-435-0996-9.
- Luisa Becherucci, I tesori degli Uffizi, Firenze, Giunti, 1998, ISBN 88-09-21435-8.
- Luisa Becherucci, Lezioni di museologia: 1969-1980, a cura di Alberto Boralevi e Monica Pedone, Firenze, UIA, 1995.